# Halina Weinstein
Halina Weinstein (ur. 4 stycznia 1902 w Warszawie, zm. 1942 tamże) – polska esperantystka, poetka, pisarka i tłumaczka. 

## Życiorys
Halina Weinstein urodziła się 4 stycznia 1902 r. w Warszawie. Jej matką była Anna Weinstein, również esperantystka. Studiowała na Uniwersytecie Warszawskim.  Kierowała działem wydawniczym Studenckiego Stowarzyszenia Esperanto i była zastępcą delegata Universala Esperanto-Asocio (UEA). Prowadziła kursy  języka esperanto dla studentów Uniwersytetu Warszawskiego w których początkowo uczestniczyło 120 słuchaczy. 

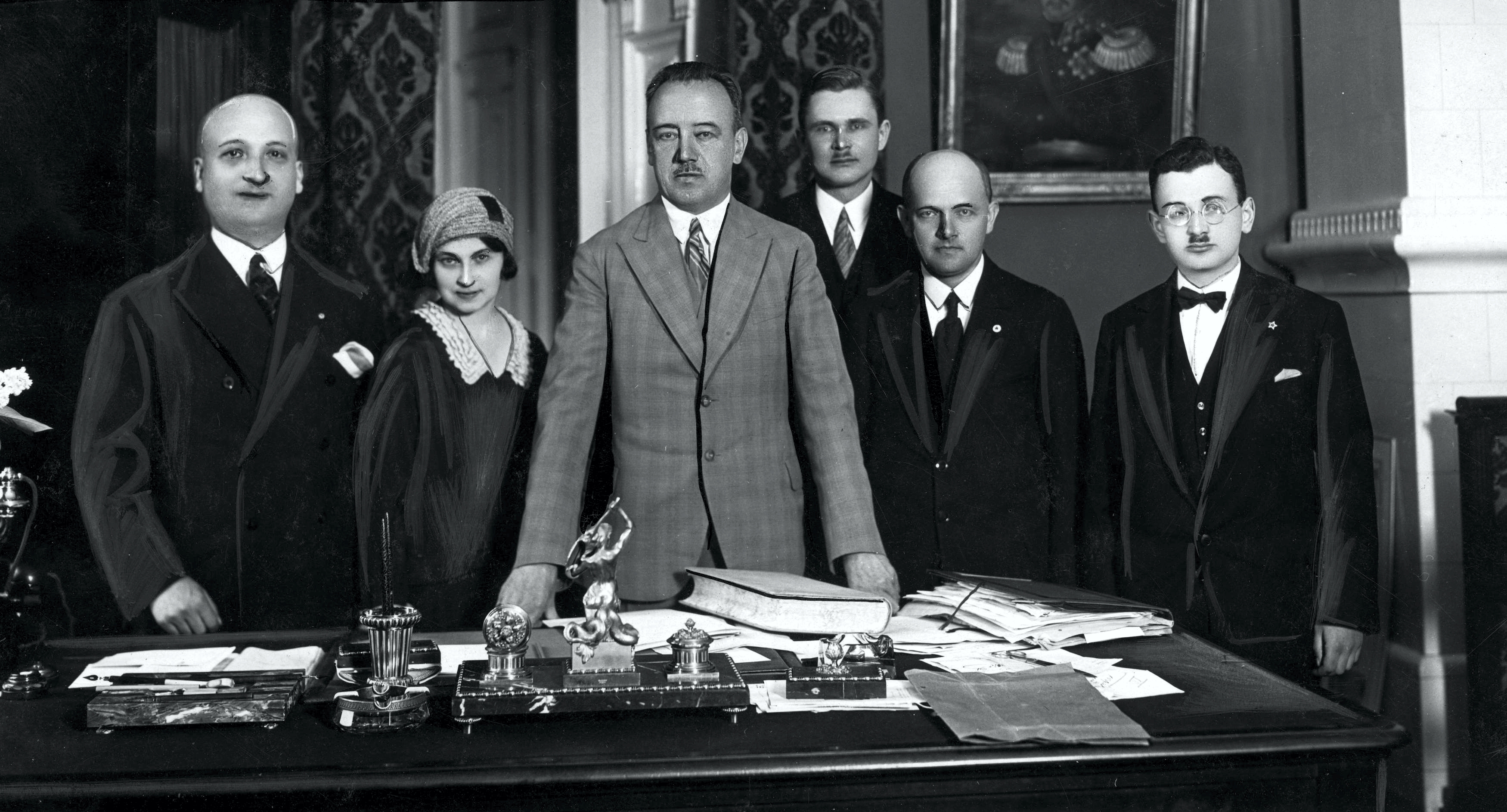
Esperantyści u prezydenta Warszawy Zygmunta Słomińskiego

Weinstein pisała wiersze i utwory prozatorskie, które publikowane były w czasopiśmie „Pola Esperantisto” i innych gazetach. Zaangażowana była także w tłumaczenie utworów literackich na esperanto, m.in. Leo Belmonta. Była autorką rozdziału o Warszawie do przewodnika turystycznego „Polska i Gdańsk” wydanego w Krakowie w 1927 r. Razem z Izraelem Lejzerowiczem była przedstawicielem „Literatura Mondo” w Polsce.
Halina Weinstein zmarła w getcie warszawskim w 1942 roku. 